# Elephant Revival
 (juin 2017).
Pour les articles homonymes, voir Éléphant (homonymie).
Elephant Revival est un groupe américain de musique folk, originaire de Nederland (Colorado) et formé en 2006. Le groupe se compose de Bonnie Paine (chant, stomp box, planche à laver, djembé, scie musicale), Charlie Rose (chant, pedal steel, banjo, violoncelle, trompette, trombone), Dango Rose (contrebasse, mandoline, banjo, chant), Daniel Rodriguez (guitare acoustique, banjo/guitare électrique, chant) et Bridget Law (violon et chant).
Leur style de musique est souvent désigné comme « folk transcendantal », intégrant des éléments de morceaux de violon écossais / celtiques, des morceaux folk originaux, des ballades traditionnelles, du bluegrass, et du rock indé. Tous les membres du groupe sont multi-instrumentistes, chanteurs et compositeurs.
Individuellement et collectivement, les membres du groupe ont joué avec (ensemble ou en ouverture) Dispatch, Bela Fleck, John Paul Jones, Devotchka, Michael Franti, Little Feat, Yonder Mountain String Band, Nickel Creek, Nickelback, George Clinton & Parliament-Funkadelic, Leftover Salmon, Railroad Earth, State Radio, String Cheese Incident, Shanti Groove, Trampled by Turtles, et autres.

## L'histoire
Les membres du groupe proviennent de plusieurs régions des États-Unis, mais ont des racines à la fois dans le Colorado et à Tahlequah (Oklahoma), la ville natale de Paine. Plusieurs membres du groupe ont commencé à jouer ensemble à l'été 2006, dans diverses combinaisons, dans l'Oklahoma et le Colorado. Le premier spectacle où les cinq membres du groupe ont joué ensemble a été dans le Colorado, en octobre 2006, à l'auberge Gold Hill Inn, sous le nom Elephant Revival Concept. Après consolidation du groupe, le mot « Concept » a été rapidement abandonné. Le premier album éponyme Elephant Revival est sorti en 2008 et a été produit par David Tiller du groupe Taarka. À l'été 2010, Elephant Revival a signé un contrat avec Ruff Shod Records, un label indépendant créé par Chad Stokes de State Radio et Dispatch. Le deuxième CD d'Elephant Revival Break In the Clouds, également produit par Tiller, est sorti le 22 novembre 2010.
Le 18 juin 2016, le groupe a échappé de justesse à un incendie de leur bus, le matin avant un concert au « Music at the Mill », à Hickory, en Caroline du Nord. Plusieurs instruments uniques et des biens ont été détruits dans l'incendie, mais les membres du groupe étaient sains et saufs et ont joué le spectacle du soir avec des instruments empruntés et des vêtements donnés.

## Les membres du groupe
|  |  |  |

- Bonnie Paine (chant, planche à laver, stompboard, djembé, scie musicale, violoncelle)
- Charlie Rose (chant, pedal steel, banjo, violoncelle, trompette, trombone)
- Dango Rose (contrebasse, mandoline, banjo, chant)
- Daniel Rodriguez (guitare acoustique, banjo/guitare électrique, chant)
- Bridget Law (violon et chant).
- Sage Cook - membre fondateur, ne joue pas actuellement dans le groupe (banjo/guitare électrique, guitare acoustique, mandoline, violon alto, chant)

## Discographie
- Elephant Revival (2008)
- Break In The Clouds (2010)
- It's Alive (EP) (2012)
- These Changing Skies (2013)
- Sands of Now (Live at the Boulder Theater CD & DVD set) (2015)
- Petals  (2016)